# (5489) Oberkochen
(5489) Oberkochen est un astéroïde de la ceinture principale.

## Description
(5489) Oberkochen est un astéroïde de la ceinture principale. Il fut découvert le 17 janvier 1993 à Yatsugatake par Yoshio Kushida et Osamu Muramatsu. Il présente une orbite caractérisée par un demi-grand axe de 2,63 UA, une excentricité de 0,18 et une inclinaison de 14,0° par rapport à l'écliptique.

## Compléments